# Heinrich von Buchta
Heinrich Adam Anton von Buchta (24. prosince 1833 Komárno – 24. dubna 1919 Ober Krottendorf (Kapfenberg, Rakousko) byl rakousko-uherský admirál českého původu. Jako absolvent námořní akademie sloužil u c. k. námořnictva od roku 1850. Zúčastnil se několika válek, absolvoval řadu cest po Středomoří, uplatnil se i jako pedagog a úředník v námořní sekci na ministerstvu války. V letech 1891–1893 byl velitelem námořní základny v Terstu a při odchodu do penze získal hodnost viceadmirála.

## Biografie

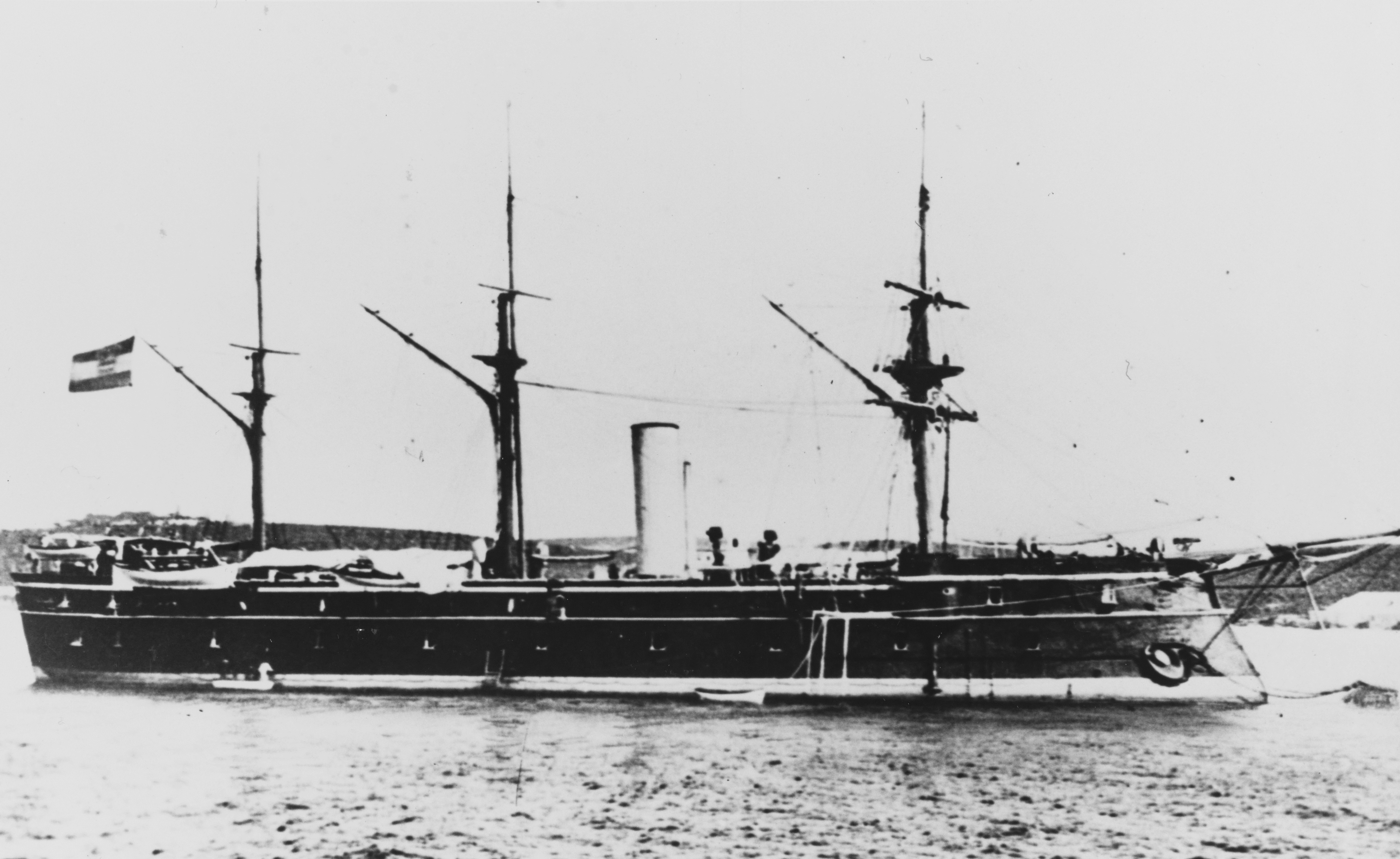
Pancéřová fregata SMS Erzherzog Ferdinand Max, vlajková loď Heinricha Buchty v letech 1883–1884

Byl synem c. k. majora Franze Buchty (1797–1866). Studoval na námořních školách v Benátkách a Terstu (1847–1850) a k námořnictvu vstoupil jako kadet v roce 1850. Vystřídal službu na různých lodích, zúčastnil se obchodních cest a působil také jako pedagog. Na fregatě Bellona se zúčastnil války se Sardinií (1859) a postupoval v hodnostech (poručík II. třídy 1860, poručík I. třídy 1861). Byl prvním důstojníkem na parníku Kaiserin Elisabeth a fregatě Radetzky, mezitím také zastával funkci pobočníka vrchního velitele námořnictva admirála Fautze. Ve válce s Itálií byl velitelem dělového člunu Sansego (1866) a v roce 1868 dosáhl hodnosti korvetního kapitána.

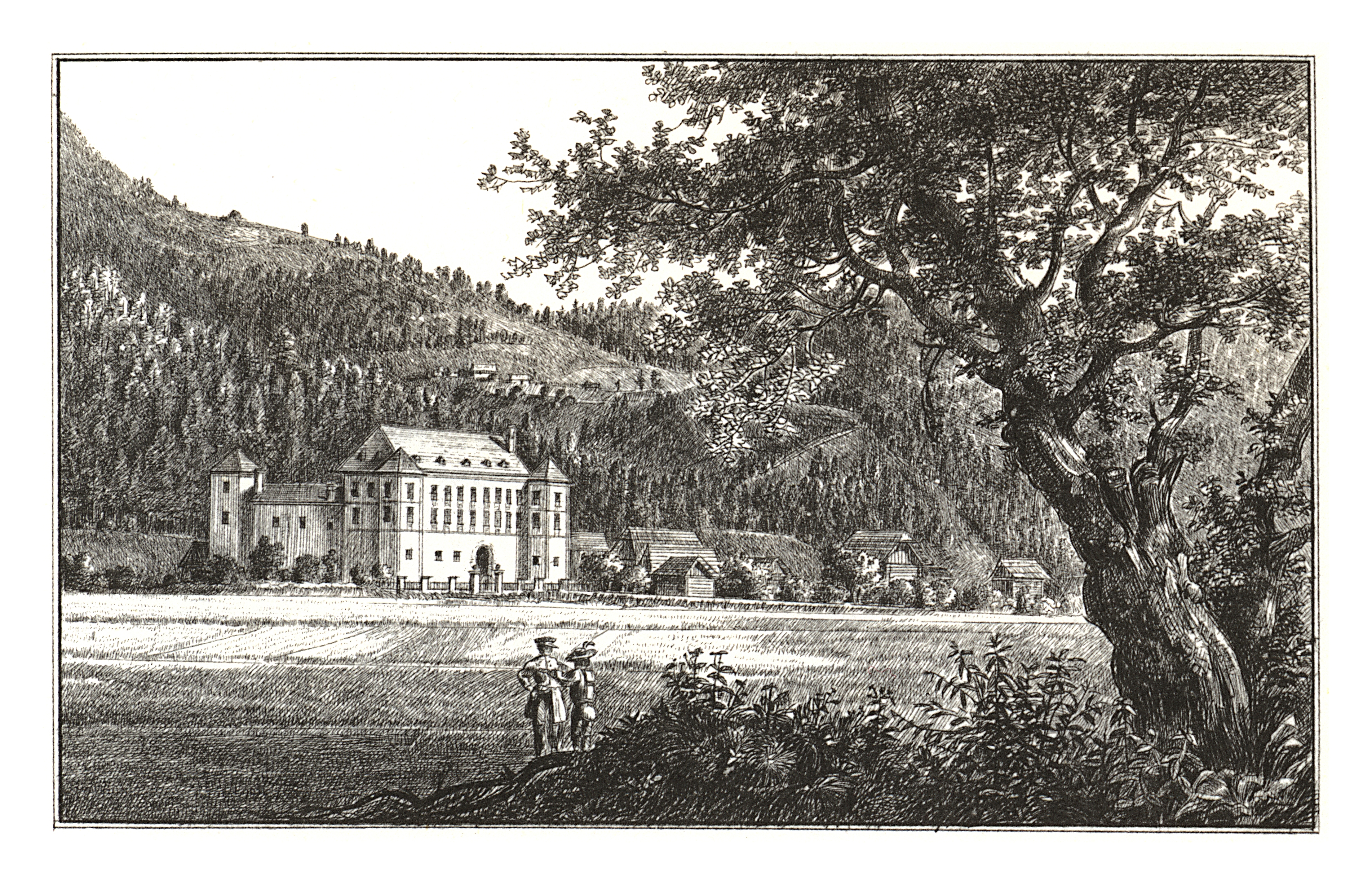
Zámek Ober Krottendorf (Kapfenberg, Štýrsko), sídlo rodiny Buchtů v 19. a 20. století

V letech 1870–1873 vedl dělostřelecký výcvik na školní lodi Adria a v roce 1871 získal hodnost fregatního kapitána. Na lodi SMS Radetzky byl pobočníkem velitele eskadry (1873–1876), poté působil u komise pro výstavbu lodí v Terstu (1876–1877) a v letech 1878–1879 byl velitelem korvety Donau. V roce 1881 byl povýšen na kapitána řadové lodi a v letech 1881–1883 vedl komisi pro výstavbu lodí v Terstu. V roce 1883 převzal velení pancéřové fregaty SMS Erzherzog Ferdinand Max a v letech 1884–1886 působil v námořní sekci na ministerstvu války, kde byl přednostou obchodního oddělení.
K datu 1. května 1886 byl povýšen na kontradmirála a stal se velitelem divize. Jeho vlajkovou lodí byla SMS Radetzky, od roku 1887 SMS Erzherzog Albrecht a nakonec fregata SMS Laudon. V letech 1888–1891 sloužil u velení válečného přístavu v Pule a nakonec byl velitelem oblastního velení námořnictva v Terstu (1891-1893). Při příležitosti odchodu do penze obdržel hodnost titulárního viceadmirála (1. listopadu 1893).
I po odchodu do výslužby se angažoval ve veřejném životě, mimo jiné byl členem Rakouské společnosti pro podporu lodní dopravy (Österreichischer Flottenverein). Na penzi se usadil ve Štýrsku, kde koupil velkostatek Ober-Krottendorf (dnes součást Kapfenbergu). K velkostatku patřil zámek a přibližně 450 hektarů půdy, jeho hodnota byla vyčíslena na 600 000 rakouských korun. Ještě za života předal správu majetku synu Alfonsovi, zámek byl v té době znám pod názvem Schloss Buchta.
Zemřel na zámku Ober-Krottendorf 24. dubna 1919 ve věku 85 let. Pohřben byl původně v Kapfenbergu, později byly jeho ostatky přemístěny do rodové hrobky na hřbitově St Leonhard ve Štýrském Hradci.

## Rodina
V roce 1870 se oženil s Camillou von Hagenauer (1838–1914), dcerou Josefa Paula von Hagenauera (1802–1851), velkoobchodníka v Terstu. Z manželství se narodil syn Alfons (1871–1921), který vystudoval práva a působil ve státní správě.
Jeho starší bratr Franz (1828–1904) sloužil v c. k. armádě a dosáhl hodnosti generálmajora.  

## Tituly a ocenění
V roce 1882 byl povýšen do šlechtického stavu. Během služby u námořnictva získal několik vyznamenání v Rakousku-Uhersku i v zahraničí.

### Rakousko-Uhersko
- Válečná medaile (1873)
- Služební odznak pro důstojníky III. třídy (1875)
- Řád železné koruny III. třídy (1886)
- Služební odznak pro důstojníky II. třídy (1890)
- rytířský kříž Leopoldova řádu (1893)
- Jubilejní pamětní medaile (1898)
- Vojenský jubilejní kříž (1908)

### Zahraničí
- velkokříž Námořního záslužného kříže (1888, Španělsko)
- Řád pruské koruny II. třídy (1890, Německo)